# Johann Sebastian Diez
Johann Sebastian Diez (* 8. Mai 1711 in Neuhaus/Pegnitz; † 19. November 1793 in Wasserburg/Inn) war ein deutscher Komponist, Chorleiter und Lehrer im Zeitalter des musikalischen Barock und der Vorklassik.

## Leben und Wirken
Johann Sebastian Diez war nach seiner Studienzeit, über die nichts weiter bekannt ist, zunächst als Informator eines Grafen tätig. Während einer Reise nach Salzburg, die ihn durch Wasserburg am Inn führte, erfuhr er, dass die Stelle des Chorleiters der Stadtkirche vakant war. Er übernahm diesen Dienst im Jahre 1736, heiratete die Witwe seines verstorbenen Vorgängers und verblieb dort bis zu seinem Tode. Diez leitete den Chor der Stadtpfarrei und brachte dort seine Kompositionen zur Aufführung. Als Lehrer bildete er viele Musiker aus – unter seinen Schülern waren die Komponisten Joseph Schlett und Johann Kaspar Aiblinger. Außerdem war er als Sprachlehrer sehr geschätzt, besonders in Latein. Leopold Mozart mit Familie machte auf seinen Reisen häufig Station in Wasserburg und zählte Johann Sebastian Diez zu seinen Freunden.  Es ist überliefert, dass der junge Wolfgang Amadeus Mozart auf der Orgel in der Kirche Sankt Jakob gespielt hat. In Leopold Mozarts Reiseaufzeichnungen von 1763 findet sich eine besondere Erwähnung des Herrn Choriregens Diez.

## Werke (Auswahl)

### „Alphabetarius Musicus“
Alphabetarius Musicus, exhibens VII Missae solemnes in ordinarias distributas, et secundum stylum modernum, et tamen ecclesiasticum elaboratus.

7 Missae solemnis in alphabetischer Form. Gewidmet den Heiligen Augustinus, Benediktus, Chrysostomus, Dominicus, Edmundus, Franzicus, Gregorius.

(Verlegt in Augsburg 1735, Johann Jakob Lotter)

### Vokal und Instrumentalmusik
Seine Werke befinden sich heute im Chorarchiv der Pfarrei Sankt Jakob in Wasserburg.
- Messen
- Requiems
- Litaneien
- Antiphone
- Hymnen
- Stabat mater
- Te Deum
- Matthäuspassion
- Armer Seelenpost C-Dur
- Ave Maria
- Miserere